# Zoë Mozert
Pour les articles homonymes, voir Moser.
Zoë Mozert (Alice Adelaide Moser) est une illustratrice et peintre américaine. Elle est née le 27 avril 1907 à Colorado Springs et morte le 1er février 1993 à Sedona en Arizona.

## Biographie
Après avoir été pin-up, elle étudie la peinture et le pastel.

## Œuvres
- Calendrier (Brown & Bigelow publication)
- Romantic Movie Stories (Carole Lombard)
- Affiche du film Le Banni (The Outlaw)
- True Confessions (1939)
- Irresistible Beatuy cosmétique (publicité)
- Love Revels Magazine (1934)
- Raleigh Cigarettes (publicité)
- The American Weekly (magazine) couvertures
- Victory Girls
- 1946 : Ne dites jamais adieu (Never Say Goodbye), de James V. Kern (affiche)
- True Story
- Paris Nights
- Screen Book

## Liens
- Notices d'autorité :   - VIAF
  - ISNI
  - LCCN
  - WorldCat
- (en) Zoe Mozert sur americanartarchives
- (fr) thepinupfiles